# Instalacja elektryczna

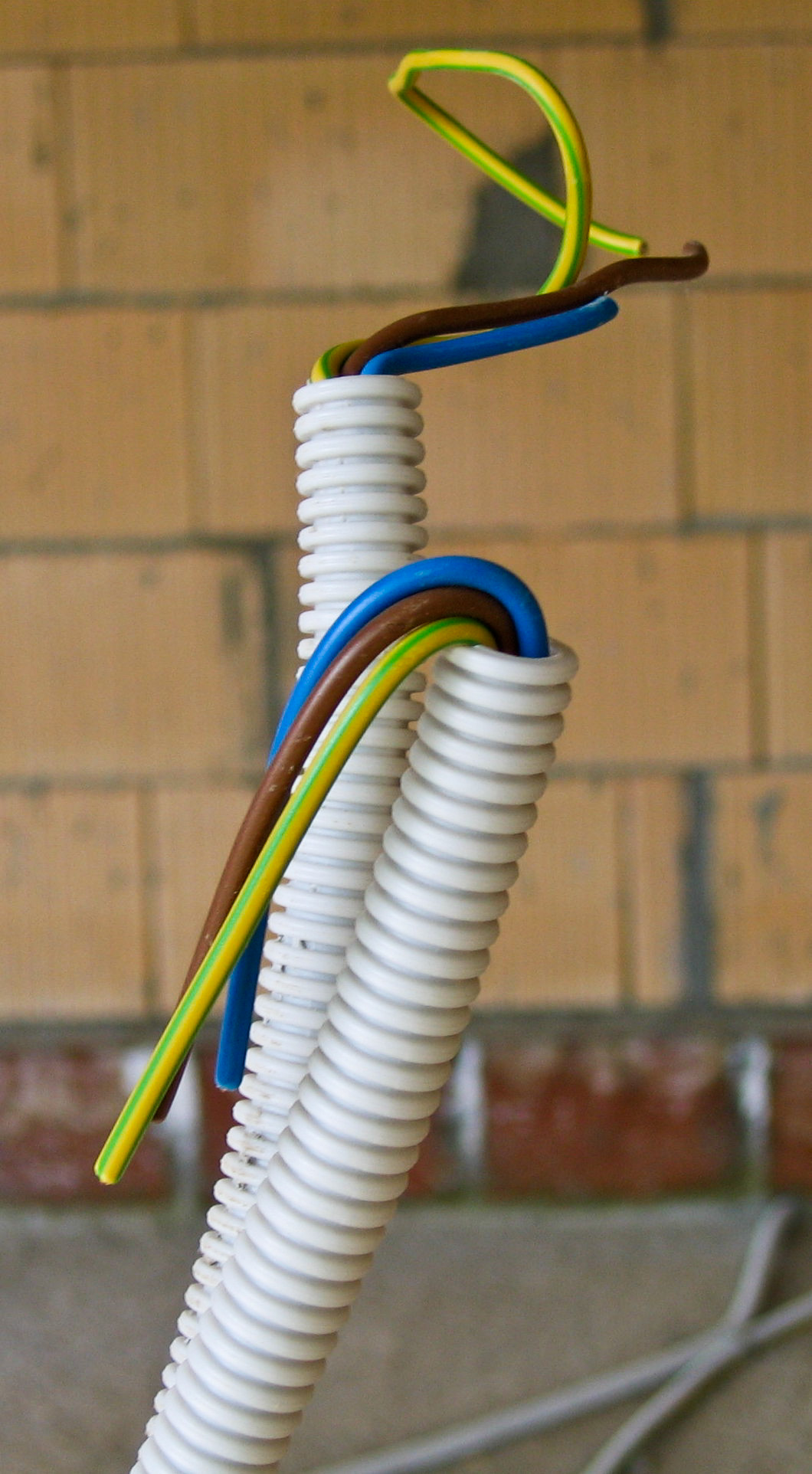
Końcówki 3-żyłowego przewodu elektrycznego domowej instalacji elektrycznej

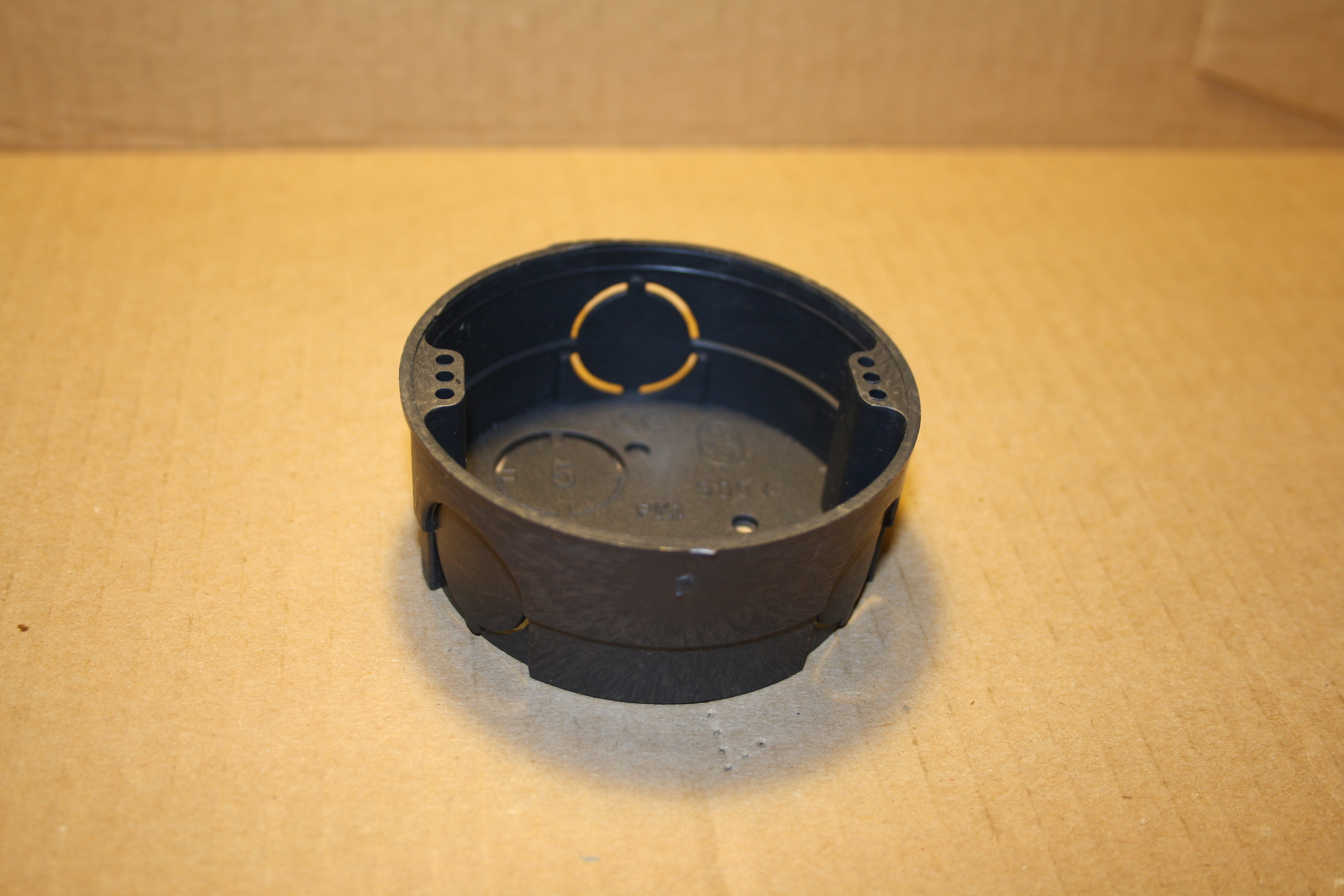
Puszka elektroinstalacyjna

Instalacja elektryczna – część sieci niskiego napięcia stanowiąca układ przewodów w budynku wraz ze sprzętem elektroinstalacyjnym, mający początek na zaciskach wyjściowych wewnętrznej linii zasilającej w złączu i koniec w gniazdkach wtyczkowych, wypustach oświetleniowych i zainstalowanych na stałe odbiornikach energii elektrycznej. Służy do dostarczania energii elektrycznej lub sygnałów elektrycznych do odbiorników.
Główne etapy rozwoju instalacji elektrycznej w budownictwie:
- I generacja – zapewnienie tylko zasilania odbiorników (zasilanie przewodem 2-żyłowym tj. faza i zero[potrzebny przypis])
- II generacja – zapewnienie zasilania i bezpieczeństwa (zastosowanie dodatkowo trzeciego przewodu ochronnego PE żółto- zielonego)
- III generacja (instalacja elektryczna inteligentna) – zapewnienie zasilania, bezpieczeństwa oraz multimedialności i energooszczędności (nowy sposób rozłożenie przewodów zasilających w standardzie KNX oraz ułożenie dodatkowego przewodu magistralnego służącego do przesyłanie informacji budynkowych)

Instalacja elektryczna niskonapięciowa jest zespołem urządzeń elektrycznych o skoordynowanych parametrach technicznych, napięciu znamionowym do 1000 V prądu zmiennego i 1500 V prądu stałego, przeznaczona do doprowadzania energii elektrycznej z sieci rozdzielczej do odbiorników. Potocznie, jako instalację elektryczną rozumie się często tylko ułożenie na stałe przewodów elektrycznych.
Instalacja elektryczna w budynku mieszkalnym składa się z układu zasilania niskiego napięcia, obejmującego:
- przyłącze i złącze kablowe,
- tablicę rozdzielczą,
- piony i linie zasilające,
- instalację odbiorczą,
- odpowiednią liczbę obwodów.

Instalacja taka obejmuje nie tylko przewody i kable elektroenergetyczne, urządzenia zabezpieczające i przyrządy łączeniowe, zabezpieczające, ochronne, sterujące i pomiarowe wraz z ich obudowami i konstrukcjami wsporczymi, lecz także rezerwowe źródła energii elektrycznej, takie jak baterie akumulatorowe, urządzenia bezprzerwowego zasilania (UPS) oraz zespoły prądotwórcze, wraz z instalacjami przynależnymi do tych urządzeń.
Instalacje elektryczne zasilające odbiorniki o umiarkowanym poborze mocy (nie przekraczającym zazwyczaj 100 kVA) są zasilane z sieci rozdzielczych niskiego napięcia.

## Podział instalacji
Podział instalacji elektrycznych ze względu na rodzaj zasilanych odbiorników:
- instalacja oświetleniowa
- instalacja siłowa

Podział w zależności od miejsca występowania instalacji dzieli się na:
- instalacja elektryczna nieprzemysłowa
- instalacja elektryczna przemysłowa

Zależnie od przewidywanego czasu użytkowania instalacji wyróżnia się:
- instalacje elektryczne stałe
- instalacje elektryczne prowizoryczne (tymczasowe)

Podział ze względu na sposób wykonania:
- instalacja podtynkowa
- instalacja wtynkowa
- instalacja natynkowa
  - instalacja listwowa

## Osprzęt instalacyjny
Każda instalacja elektryczna wymaga zastosowania gniazd wtyczkowych i łączników. Odpowiedni dobór typu osprzętu instalacyjnego zależy od miejsca zainstalowania i sposoby montażu. W budownictwie mieszkaniowym instalacje najczęściej wykonuje się pod tynkiem, dlatego instalowany osprzęt jest również w wersji podtynkowej. Osprzęt mocuje się za pomocą wbudowanych wkrętów do puszek instalacyjnych podtynkowym lub za pomocą wbudowanych „łapek”. Powinno się zatem stosować puszki z PVC lub innych tworzyw niepodtrzymujących i nierozprzestrzeniających płomienia.